# Adamantisaure
L'adamantisaure (Adamantisaurus, "llangardaix d'Adamantina") és un gènere de dinosaure sauròpode que va viure al Cretaci superior en el que avui en dia és Sud-amèrica. Es coneix només a partir de sis vèrtebres de la cua.